# Farol da Lagoa Azul
Farol da Lagoa Azul ist ein aktiver Leuchtturm an der Küste des Inselstaates São Tomé und Príncipe. Er markiert die Landspitze im Westen der Bucht Lagoa Azul im Norden der Insel São Tomé.

## Geschichte
Der Leuchtturm wurde erst 1997 fertig gestellt. Er besteht aus einer 5 m hohen Stahlkonstruktion.
Der Turm gehört zum Distrikt Lobata und hat eine Feuerhöhe von 34 m und eine Reichweite von 12 Seemeilen (22 km).